# Gitaarbouw

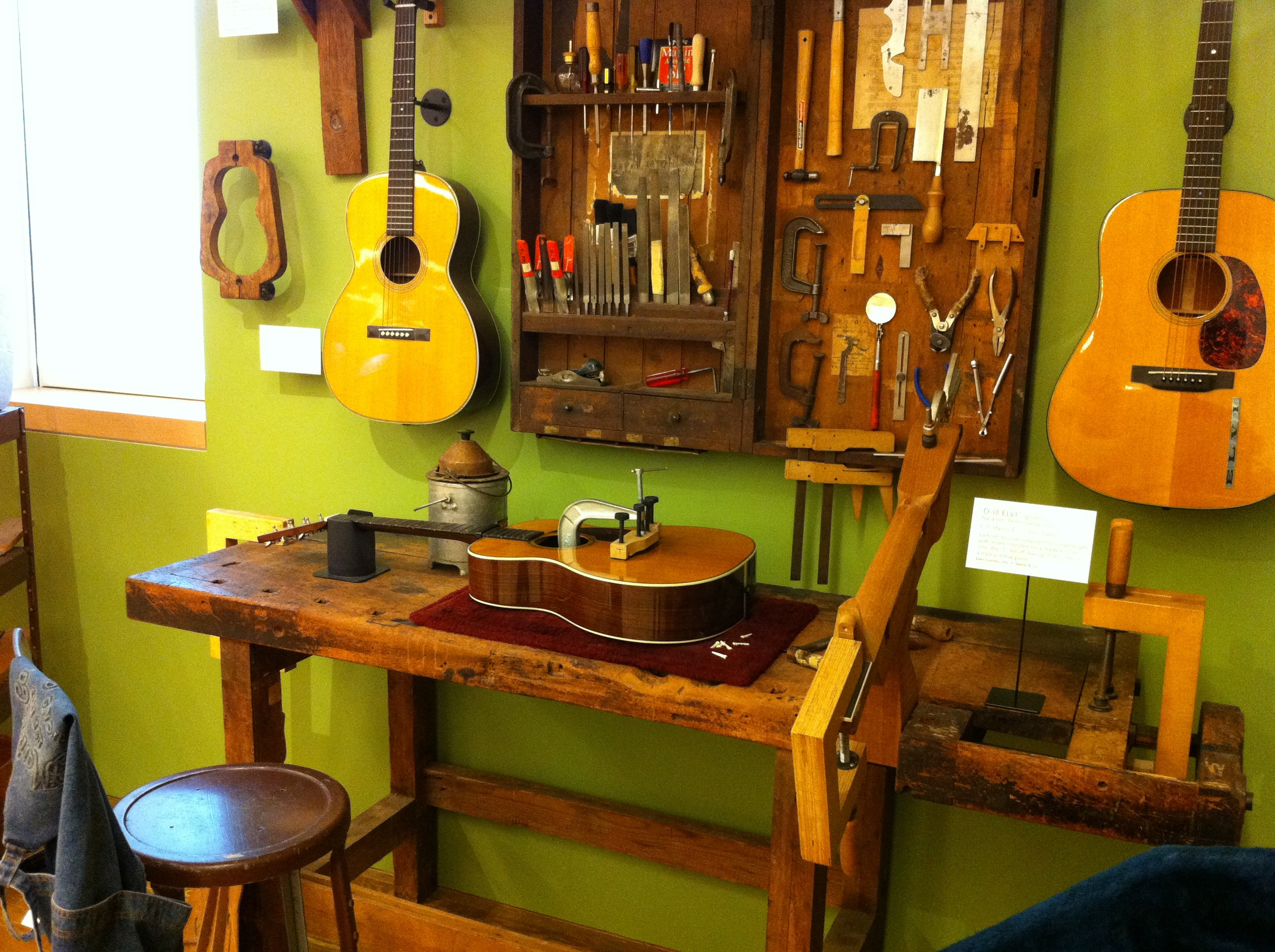
Kijkje in een gitaarbouwwerkplaats

Gitaarbouw is de wetenschap en kennis over het bouwen van gitaren door een gitaarbouwer.

## Akoestische gitaar

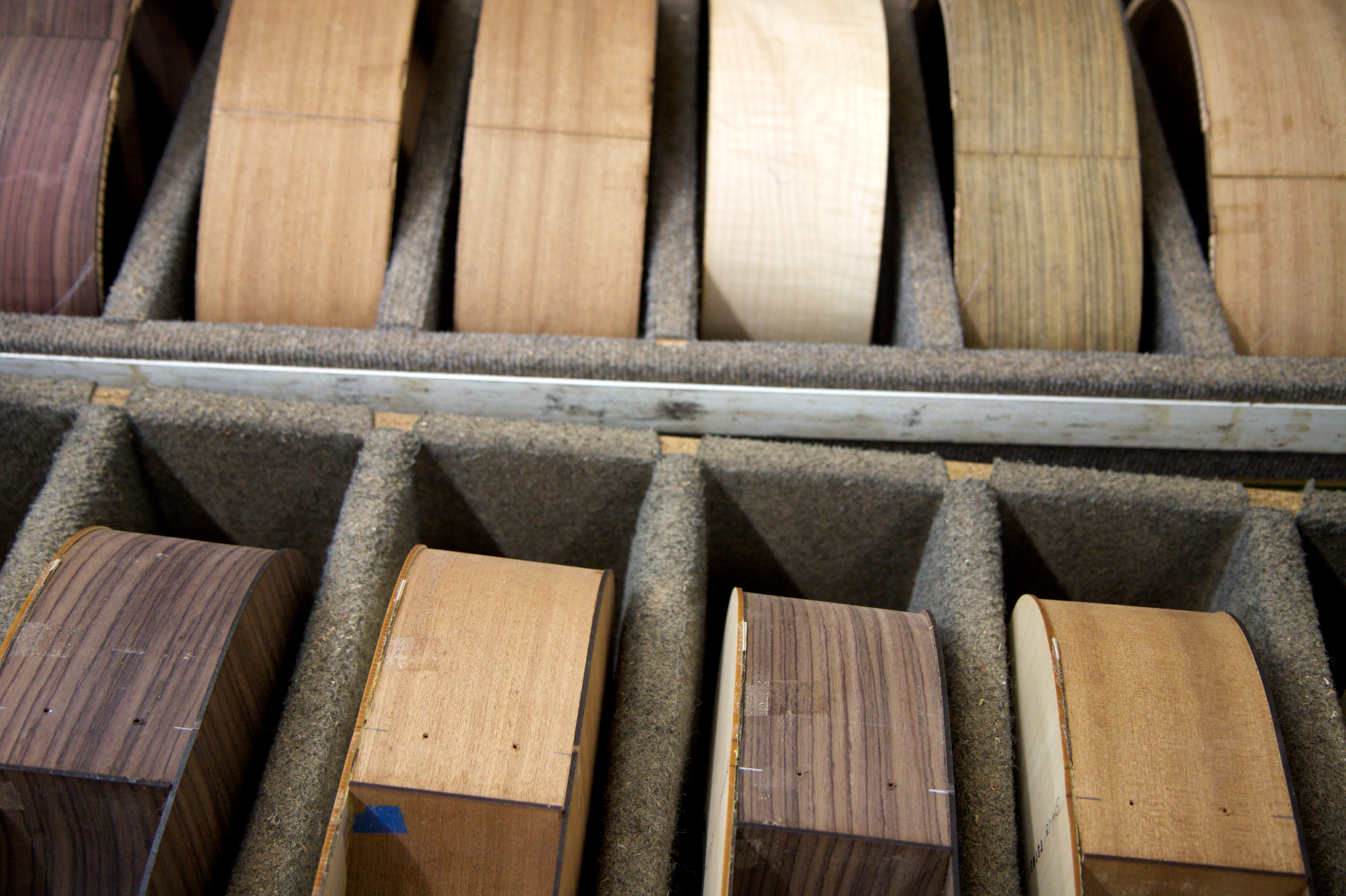
De houten zijkant van gitaren in de fabriek van Taylor Guitars

De houtsoort is heel belangrijk voor de klank van de gitaar. De meest gebruikte houtsoorten zijn vurenhout, esdoorn en mahonie voor akoestische gitaren. Voor de klankkast wordt Europees dennen- of vurenhout gebruikt. Voor akoestische gitaren wordt voor de klankkast hardhout gebruikt, enerzijds voor de stevigheid, anderzijds om een diepe toon te creëren. Het klankblad wordt van een zachter soort hout gemaakt om de klank juist niet te schel te laten klinken (hogere boventonen dempen sneller dan de grondtoon). De zijkant en achterblad zijn van palissander, hoewel ook esdoorn, notenhout en beukenhout en andere hardhoutsoorten geschikt zijn. De hals is meestal van mahonie of ceder. Het ideale bovenblad zou theoretisch vervaardigd moeten zijn uit hoogwaardig, knoestvrij, kwartiergezaagd, gespiegeld, goed uitgewerkt dennen- of vurenhout, met een rechte draad.
Voor de snaren worden zowel nylon als metalen snaren gebruikt. Dikkere snaren worden omwonden met metaal. Klassieke gitaren hebben een langere en bredere hals dan gitaren met stalen snaren. Ze hebben ondanks hun langere mensuur slechts 19 frets en komen ter hoogte van de 12de fret bij de klankkast.

## Elektrische gitaar

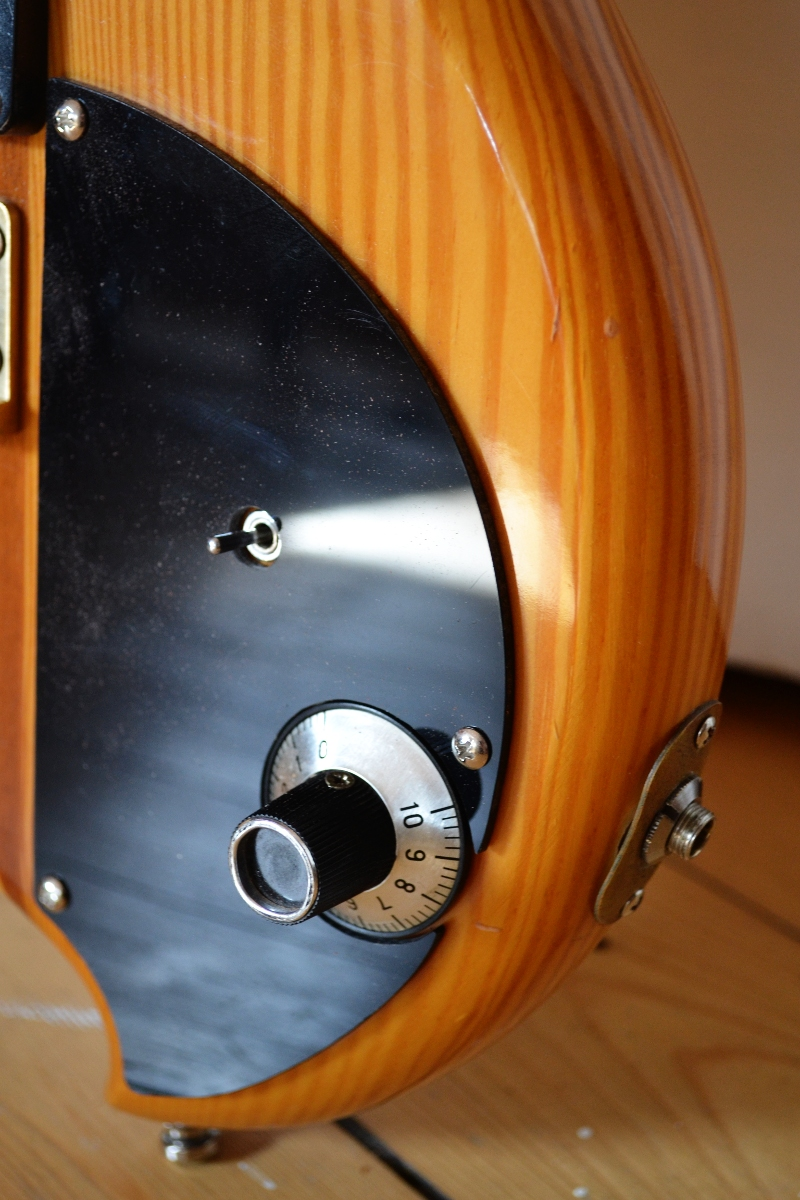
Afgelakte elektrische gitaar

Voor elektrische gitaren gebruikt men vaak esdoorn, elzenhout, essen en mahonie. Ook wordt er ebbenhout en palissander toegepast. Zwaar hout heeft met een kleinere interne demping, waardoor de resonantie sterker is dan bij een licht hout met een grote interne demping (zoals essenhout). Zacht hout (licht hout) geeft een milde, warmere toon dan harde (zwaardere) houtsoorten. Voor meer sustain is een harder houtsoort juist geschikter. Voor de hals worden soms hardere houtsoorten gebruikt (die dus leiden tot meer sustain) vanwege verbetering van de stevigheid van het instrument.

## Lak
Lak of vernis wordt vaak gemaakt op basis van hars of schellak met olie of alcohol als oplosmiddel. Veel gitaarbouwers gebruiken liever vernis op basis van olie dan vernis op basis van alcohol. Vernis op basis van olie vloeit veel mooier uit en is flexibeler, maar droogt langzamer. Ook heeft olievernis een zelfherstellend vermogen; als er klein krasje of putje in ontstaat zal dit na verloop van tijd vanzelf (bijna) verdwijnen.